# Kris Beech
Kristopher „Kris“ Beech (* 5. Februar 1981 in Salmon Arm, British Columbia) ist ein ehemaliger kanadischer Eishockeyspieler, der zuletzt bei den Belfast Giants in der britischen Elite Ice Hockey League unter Vertrag stand.

## Karriere
Der 1,88 m große Center begann seine Karriere bei den Calgary Hitmen in der kanadischen Juniorenliga WHL, bevor er beim NHL Entry Draft 1999 als Siebter in der ersten Runde von den Capitals ausgewählt wurde.
Seine ersten vier NHL-Einsätze absolvierte der Linksschütze gegen Ende der Saison 2000/01, zu Beginn der folgenden Spielzeit wurde Beech zusammen mit Michal Sivek und Ross Lupaschuk in einem Tauschgeschäft gegen Jaromír Jágr und František Kučera zu den Pittsburgh Penguins transferiert.

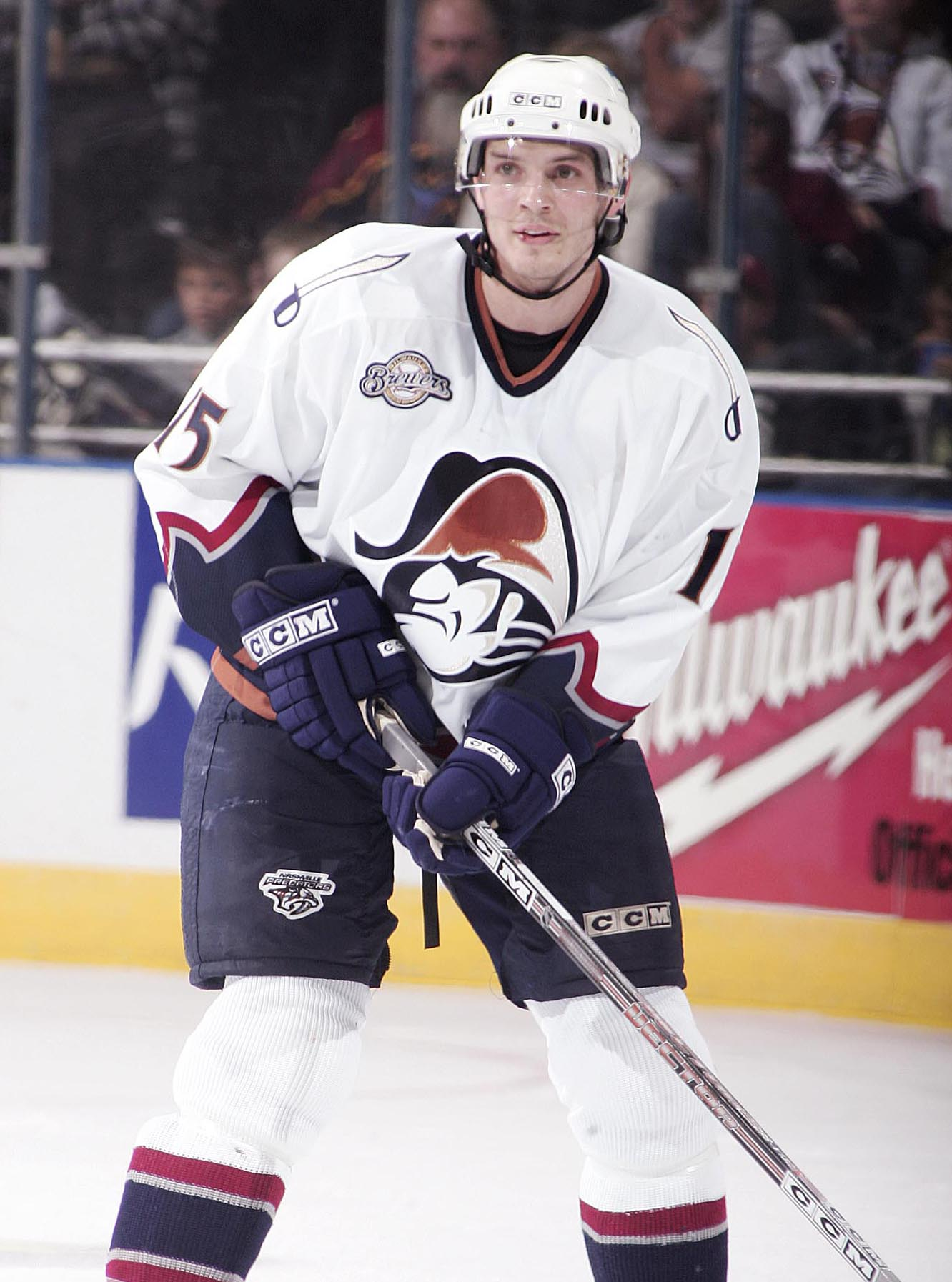
Kris Beech (2005)

Der Kanadier absolvierte in seiner ersten Saison für die Pinguine zwar 79 Spiele und erzielte dabei zehn Tore und 15 Assists, dennoch waren die Verantwortlichen in Pittsburgh unzufrieden mit der weiteren Entwicklung ihres Neueinkaufs, sodass Kris Beech am 9. September 2005 für einen Draftpick im nächsten Entry Draft zu den Nashville Predators geschickt wurde. Am 9. März 2006 kehrte er schließlich, im Tausch gegen einen Erstrundenpick sowie Verteidiger Brendan Witt, nach Washington zurück. Dort spielte Beech zuerst beim AHL-Farmteam, den Hershey Bears, mit denen er den Calder Cup der Saison 2005/06 gewinnen konnte. Seit diesem Erfolg stand Kris Beech wieder im NHL-Stammkader der Hauptstädter.
Im Sommer 2007 unterschrieb er einen Einjahresvertrag bei den Columbus Blue Jackets. Dort schaffte er – ebenso wie bei seinen nächsten beiden Kurzzeit-Stationen, den Columbus Blue Jackets und den Vancouver Canucks – allerdings zu keiner Zeit den dauerhaften Sprung in den NHL-Stammkader, sodass der Angreifer die Liga nach der Saison 2007/08 verließ um beim HV71 Jönköping in der schwedischen Elitserien die Schlittschuhe zu schnüren. Mit HV71 wurde der Kanadier in der Saison 2008/09 Vizemeister, bevor in der folgenden Spielzeit die schwedische Meisterschaft errungen wurde. Im Mai 2011 unterschrieb er einen Kontrakt bei Rauman Lukko in der SM-liiga.
Im Oktober 2013 nahm der zuvor vereinslose Center zunächst am Training des deutschen Erstligisten Straubing Tigers teil, ehe er am 24. Oktober 2013 einen Einjahresvertrag unterzeichnete.

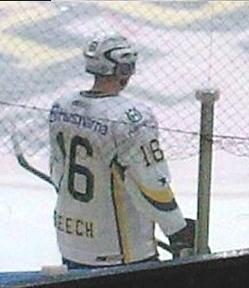
Kris Beech im Trikot von HV71 Jönköping

Am 27. Februar 2014 gaben die Tigers bekannt, dass Beech bis zum Ende der Saison an die Vienna Capitals, die in der Erste Bank Eishockeyliga spielen, ausgeliehen wird. Nach dem überraschenden Ausscheiden im Playoff-Viertelfinale gegen den EC VSV endete sein Gastspiel bei den Hauptstädtern, wo er nur sieben Spiele bestritt. Im Sommer 2014 wurde der Wechsel zum HC Innsbruck publik. Der Club aus Tirol war die fünfte Station für Beech in den vergangenen zwei Jahren. Der Stürmer konnte allerdings die in ihm gesetzten Erwartungen nicht erfüllen, was zu einem erneuten Vereinswechsel führte. Ab Sommer 2015 stand Beech bei den Belfast Giants aus der EIHL unter Vertrag.

## Erfolge und Auszeichnungen
- 1999 President’s-Cup-Gewinn mit den Calgary Hitmen
- 2006 Calder-Cup-Gewinn mit den Hershey Bears
- 2010 Schwedischer Meister mit dem HV71 Jönköping

## Karrierestatistik
(Legende zur Spielerstatistik: Sp oder GP = absolvierte Spiele; T oder G = erzielte Tore; V oder A = erzielte Assists; Pkt oder Pts = erzielte Scorerpunkte; SM oder PIM = erhaltene Strafminuten; +/− = Plus/Minus-Bilanz; PP = erzielte Überzahltore; SH = erzielte Unterzahltore; GW = erzielte Siegtore; 1 Play-downs/Relegation; Kursiv: Statistik nicht vollständig)